# 西条真二
西条 真二（さいじょう しんじ、11月25日 - ）は、日本の漫画家。男性。
1992年に「怪奇同盟」で『週刊少年チャンピオン』（秋田書店）にてデビュー。代表作に『鉄鍋のジャン!』がある。
一般誌でのデビュー以前は成年誌で、西原 青一（にしはら せいいち）名義で成年漫画を、東原 緑一（ひがしはら りょくいち）名義でエロコメ4コマ漫画などを執筆していた。
登場人物が総じて主人公は悪人のように切れ上がって目つきが悪く、女性は巨乳であるのが特徴だが、成年漫画時代は少女漫画風の絵柄でヒロインキャラは華奢で貧乳な少女ばかりだった。

## エピソード
- 半年間で26キロ体重を落としたことがある[2]。

## 作品リスト
- となりの格闘王（原作：緒田太一）：『週刊少年チャンピオン』連載・全10巻（秋田書店）
- 鉄鍋のジャン!：『週刊少年チャンピオン』連載・全27巻（秋田書店）
  - 鉄鍋のジャン!R頂上作戦：『週刊少年チャンピオン』連載・全10巻
  - 鉄鍋のジャン!!2nd ：『月刊ドラゴンエイジ』（KADOKAWA/富士見書房）2017年2月号 - 2020年1月号、全7巻
  - 鉄鍋のジャン!五行クンの楽しい香港生活 ：『ヤングドラゴンエイジ』（KADOKAWA/富士見書房）Vol.2（2020年3月[3]） - Vol.10（2022年3月）、全3巻
  - 鉄牌のジャン!（原作・脚本：森橋ビンゴ）：『近代麻雀』（竹書房）2015年9月15日号 - 2018年2月1日号、『鉄鍋のジャン!』のスピンオフ作品。全7巻
    - 鉄牌のジャン! VR（原作・脚本：森橋ビンゴ）：『近代麻雀』（竹書房）2018年3月15日号 - 2019年1月1日号、『鉄牌のジャン!』の続編、全3巻
- 花のTOKYO剣豪伝 藤太参ります!!：『コミックGOTTA』連載・全2巻（小学館）
- 大棟梁：『週刊少年サンデー』連載・全3巻（小学館）
- リセット・ポイント：『ヤングアニマル』連載・全1巻（白泉社）
- 365歩のユウキ：『週刊少年サンデー』連載・全4巻（小学館）
- BAKUTO!：単行本未収録（白泉社）
- 湯島大江戸屋 女子、厨房ニ入ルベカラズ：『プリンセスGOLD』連載（秋田書店）
- 麺王フタツキ!：『週刊少年マガジン』連載・全2巻（講談社）
- デビル17 放課後の凶戦士（原作：豪屋大介）：『月刊ドラゴンエイジ』連載・全6巻（富士見書房）
- クッキング・コーディネーター伝説 アカウマ：『週刊ヤングマガジン』短期集中連載全3回（講談社）
- キガタガキタ! 〜「恐怖新聞」より〜：原作:つのだじろう（秋田書店）、既刊4巻。『恐怖新聞』のリメイク作品。『週刊少年チャンピオン』2010年35号 - 2011年29号、コミックス最終巻は2011年8月時点で未発売。
- 鬼の作左：本多重次を主人公に据えた歴史物。全2巻。Yahoo!コミック内『コミックヒストリア』連載。
- サル!マネー!!：『ヤングキング』連載・全1巻（少年画報社）
- 至福の暴対レシピ：『週刊ヤングマガジン』2014年38号（2014年8月18日発売） - 2015年17号（2015年3月23日）、全3巻
- みなごろしのストラット−真田幸村異聞録−：『月刊ドラゴンエイジ』（KADOKAWA/富士見書房）2015年12月号 - 2016年9月号、全2巻
- JKオブ・ザ・デッド〜ミカとゾンビと麻雀と〜（原作・脚本：森橋ビンゴ）：『近代麻雀』（竹書房）2019年3月号 - 2019年9月号、全1巻

### 西原青一名義
- 青太郎の恋（司書房 1989年）
- 美少女ぱーてぃ（フランス書院 1990年）
- ふぁうんでえしよん（茜新社 1994年）
- いつでもパラダイス（茜新社 1994年）

## アシスタント
- 小山愛子